# Vinesh Phogat
Vinesh Phogat (25 de agosto de 1994), es una luchadora india de lucha libre. Compitió en dos campeonatos mundiales consiguiendo un décimo puesto en 2013. Ganó una medalla de bronce en los Juegos Asiáticos de 2014. Conquistó tres medallas en Campeonatos Asiáticos, de plata en 2015. Quinta en la Copa del Mundo en 2015. Ganadora de la medalla de oro en Juegos de la Mancomunidad de 2014.
Sus dos primas: Geeta Phogat y Babita Kumari también compiten como luchadoras.